# Bandy i Somalia
I Somalia spelas ingen bandy, men som ett integrationsprojekt bildades ett somaliskt landslag i den svenska staden Borlänge. Även i Eskilstuna och Borås har ett liknande projekt dragit igång.. Somalia är medlemmar i det internationella bandyförbundet FIB sedan 2013 och förbundet är en del av Somalias Olympiska Kommitté.[källa behövs]